# Luis Salces
Luis Maki Salces (San Salvador de Jujuy, Provincia de Jujuy, Argentina; 25 de noviembre de 1994) es un futbolista argentino con nacionalidad boliviana. Juega de delantero o mediocampista. Actualmente milita en Libertad Gran Mamoré de la Primera División de Bolivia.

## Clubes
| Club                 | País      | Año               |
| -------------------- | --------- | ----------------- |
| Gimnasia de Jujuy    | Argentina | 2012 - 2018       |
| Apollon Smyrnis      | Grecia    | 2018              |
| Central Córdoba SdE  | Argentina | 2019              |
| Gimnasia de Mendoza  | Argentina | 2019 - 2020       |
| Altos Hornos Zapla   | Argentina | 2021              |
| Oriente Petrolero    | Bolivia   | 2022              |
| Destroyers           | Bolivia   | 2022              |
| Libertad Gran Mamoré | Bolivia   | 2023 - Actualidad |

## Palmarés

### Otros logros
| |
| - Ascenso a la Primera División de Argentina con Central Córdoba de Santiago del Estero en la Primera B Nacional 2018-19. |